# Zemendorf-Stöttera
Zemendorf-Stöttera is een gemeente in de Oostenrijkse deelstaat Burgenland, gelegen in het district Mattersburg (MA). De gemeente heeft ongeveer 1300 inwoners.

## Geografie
Zemendorf-Stöttera heeft een oppervlakte van 12,8 km². Het ligt in het uiterste oosten van het land.
Antau · Bad Sauerbrunn · Baumgarten · Draßburg · Forchtenstein · Hirm · Krensdorf · Loipersbach · Marz · Mattersburg · Neudörfl · Pöttelsdorf · Pöttsching · Rohrbach bei Mattersburg · Schattendorf · Sieggraben · Sigleß · Wiesen · Zemendorf-Stöttera
- Gemeinsame Normdatei: 7852582-2
- Nationale Bibliotheek van Israël: 987011555159305171
- Virtual International Authority File: 246998738